# Matthew Richards
Matthew "Matt" Richards (Worcester, 17 december 2002) is een Britse zwemmer. Hij vertegenwoordigde zijn vaderland op de Olympische Zomerspelen 2020 in Tokio.

## Carrière
Bij zijn internationale debuut, op de Europese kampioenschappen zwemmen 2020 in Boedapest, strandde Richards in de halve finales van de 100 meter vrije slag en in de series van de 200 meter vrije slag. Op zowel de 4×100m vrije slag als de 4×200m vrije slag behaalde hij samen met Thomas Dean, James Guy en Duncan Scott de zilveren medaille. Samen met Jacob Whittle, Evelyn Davis en Lucy Hope zwom hij in de series van de gemengde 4×100m vrije slag, in de finale werden Duncan Scott, Thomas Dean, Anna Hopkin en Freya Anderson Europees kampioen. Voor zijn aandeel in de series van deze estafette werd Richard beloond met de gouden medaille. Tijdens de Olympische Zomerspelen van 2020 in Tokio veroverde hij samen met Thomas Dean, James Guy en Duncan Scott de gouden medaille, op de 4×100m vrije slag werd hij samen met James Guy, Joe Litchfield en Jacob Whittle uitgeschakeld in de series.

## Internationale toernooien
| Jaar | Olympische Spelen                        | WK langebaan | WK kortebaan   | EK langebaan | EK kortebaan | Gemenebestspelen |
| ---- | ---------------------------------------- | ------------ | -------------- | --- | ------------ | ---------------- |
| 2021 | 9e 4×100m vrije slag · 4×200m vrije slag |              | 13-18 december | 15e 100m vrije slag · 38e 200m vrije slag · 4×100m vrije slag · 4×200m vrije slag · 4×100m vrije slag gemengd · Richards zwom enkel de series | 2-7 november |                  |

## Persoonlijke records
Bijgewerkt tot en met 4 juni 2021
Kortebaan
| Afstand         | Tijd    | Datum            | Plaats  |
| --------------- | ------- | ---------------- | ------- |
| 50m vrije slag  | 21,38   | 14 december 2019 | Toronto |
| 100m vrije slag | 46,84   | 15 december 2019 | Toronto |
| 200m vrije slag | 1.43,64 | 13 december 2019 | Toronto |

Langebaan
| Afstand         | Tijd    | Datum         | Plaats  |
| --------------- | ------- | ------------- | ------- |
| 50m vrije slag  | 22,59   | 4 juni 2021   | Glasgow |
| 100m vrije slag | 48,23   | 16 april 2021 | Londen  |
| 200m vrije slag | 1.45,77 | 18 april 2021 | Londen  |